# Ханьдань
Ханьда́нь (кит. упр. 邯郸, пиньинь Hándān) — городской округ в провинции Хэбэй КНР.

## История
Ханьдань был столицей государства Чжао в Период Сражающихся царств. Здесь в 259 году до н. э. родился Цинь Шихуанди. Здесь же ранее богатый купец Люй Бувэй встретил его отца Ижэня (異人) и, заключив с ним союз, открыл себе путь к политической власти.
Во времена Троецарствия на территории современного современного городского округа Ханьдань находилась столица царства Вэй город Ечэн.
Во времена империй Мин и Цин та часть данной территории, что входила в состав провинции Чжили, находилась под управлением Гуанпинской управы (广平府) и Даминской управы (大名府); та часть, что входила в состав провинции Хэнань — под управлением Чжандэской управы (彰德府).
В 1920-х годах, во время милитаристских междоусобиц, этот регион стал постоянным местом боевых действий между войсками Чжилийской и Аньхойской клик.
Во время японо-китайской войны эта территория в 1937 году была оккупирована японцами.
Во время гражданской войны Ханьдань стал столицей Шаньси-Хэбэй-Шаньдун-Хэнаньского освобождённого района. Отсюда начала своё вещание радиостанция «Синьхуа», и именно здесь 15 мая 1946 года вышел первый номер газеты «Жэньминь жибао».
В 1949 году был создан Специальный район Ханьдань (邯郸专区), в который вошло два посёлка и 16 уездов, до войны входившие в состав провинций Шаньдун, Хэбэй и Хэнань. В 1950 году был образован Горнодобывающий район Фэнфэн. В 1952 году посёлок Ханьдань стал городом уездного уровня, а горнодобывающий район Фэнфэн перешёл в непосредственное подчинение правительству провинции; уезды Линьфэн и Гуаньтао были переданы в состав провинции Шаньдун. В 1953 году Ханьдань стал городом окружного уровня. В 1958 году был расформирован Специальный район Синтай (邢台专区), и 14 бывших его уездов вошло в состав Специального района Ханьдань.
В 1961 году был воссоздан Специальный район Синтай. В 1970 году Специальный район Ханьдань был переименован в Округ Ханьдань (邯郸地区). В июне 1993 года округ Ханьдань и город Ханьдань были расформированы, и образован Городской округ Ханьдань.
В 2014 году часть территории уезда Цысянь была передана в состав Горнодобывающего района Фэнфэн
30 сентября 2016 года был расформирован уезд Ханьдань; его территория была разделена между районами Цунтай и Ханьшань (также к району Ханьшань была присоединена часть территории уезда Цысянь). Тогда же уезды Юннянь и Фэйсян были преобразованы в районы городского подчинения.

## Административно-территориальное деление
Городской округ Ханьдань делится на 6 районов, 1 городской уезд, 11 уездов:
| Карта | Карта                        | Карта     | Карта            | Карта            | Карта         | Карта                      |
| --- | ---------------------------- | --------- | ---------------- | ---------------- | ------------- | -------------------------- |
| Ханьшань Цунтай Фусин Фэнфэн Фэйсян Юннянь Линьчжан Чэнъань Дамин Шэсянь Цысянь Цюсянь Цзицзэ Гуанпин Гуаньтао Вэйсянь Цюйчжоу Уань |                              |           |                  |                  |               |                            |
| Статус | Название                     | Иероглифы | Пиньинь          | Население (2004) | Площадь (км²) | Плотность населения (/км²) |
| Район | Цунтай                       | 丛台区    | Cóngtái qū       | 330 000          |               |                            |
| Район | Ханьшань                     | 邯山区    | Hánshān qū       | 310 000          |               |                            |
| Район | Фусин                        | 复兴区    | Fùxīng qū        | 250 000          | 37            | 6757                       |
| Район | Фэйсян                       | 肥乡区    | Féixiāng qū      | 310 000          | 496           | 625                        |
| Район | Юннянь                       | 永年区    | Yǒngnián qū      | 860 000          | 898           | 958                        |
| Горнодобывающий район Фэнфэн | Горнодобывающий район Фэнфэн | 峰峰矿区  | Fēngfēng kuàngqū | 500 000          |               |                            |
| Городской уезд | Уань                         | 武安市    | Wǔ'ān shì        | 720 000          | 1806          | 399                        |
| Уезд | Линьчжан                     | 临漳县    | Línzhāng xiàn    | 590 000          | 744           | 793                        |
| Уезд | Чэнъань                      | 成安县    | Chéng'ān xiàn    | 370 000          | 485           | 763                        |
| Уезд | Дамин                        | 大名县    | Dàmíng xiàn      | 750 000          | 1052          | 713                        |
| Уезд | Шэсянь                       | 涉县      | Shè xiàn         | 390 000          | 1509          | 258                        |
| Уезд | Цысянь                       | 磁县      | Cí xiàn          | 640 000          |               |                            |
| Уезд | Цюсянь                       | 邱县      | Qiū xiàn         | 200 000          | 448           | 446                        |
| Уезд | Цзицзэ                       | 鸡泽县    | Jīzé xiàn        | 250 000          | 337           | 742                        |
| Уезд | Гуанпин                      | 广平县    | Guǎngpíng xiàn   | 250 000          | 320           | 781                        |
| Уезд | Гуаньтао                     | 馆陶县    | Guǎntáo xiàn     | 290 000          | 456           | 636                        |
| Уезд | Вэйсянь                      | 魏县      | Wèi xiàn         | 810 000          | 862           | 940                        |
| Уезд | Цюйчжоу                      | 曲周县    | Qǔzhōu xiàn      | 410 000          | 667           | 615                        |

## Экономика
В городе расположен металлургический завод HBIS Group. 

## Транспорт

### Авиационный
Коммерческие авиаперевозки города обслуживает аэропорт Ханьдань.

### Железнодорожный
Важное значение имеют грузовые железнодорожные перевозки в Центральную Азию, Монголию и Россию. 

## Отражение в языке
В китайском языке есть чэнъюй «учиться ходить как ханьданьцы» (кит. 邯郸学步), образно означающий: неудачно подражая другим людям, терять свои оригинальные навыки. Он происходит из главы 17 под названием «Осенние воды» в книге «Чжуан-цзы». По преданию, в период Сражающихся царств человек из царства Янь отправился в столицу царства Чжао Ханьдань и был очарован грациозностью походки ханьданьцев. Пытаясь научиться у них, он не только не преуспел в этом, но и вообще разучился ходить и был вынужден добираться домой ползком.

## Города-побратимы
- Кривой Рог[5]
- Падуя
- Саики